# Aitor Kintana
Aitor Kintana Zarate (Vitoria-Gasteiz, 15 juli 1975) is een Spaans voormalig beroepswielrenner. Hij reed voor onder meer Euskaltel-Euskadi en BigMat-Auber '93.
Kintana testte in de Ronde van Catalonië van 2003 positief op het gebruik van epo en werd geschorst voor één jaar. Hij keerde niet meer terug in het profpeloton.

## Belangrijkste overwinningen
2000
- 8e etappe Ronde van de Toekomst

2003
- 3e etappe Ronde van Catalonië

## Resultaten in voornaamste wedstrijden
| Jaar | Ronde van Italië | Ronde van Frankrijk | Ronde van Spanje |
| ---- | ---------------- | ------------------- | ---------------- |
| 2001 |                  |                     | opgave           |
| 2002 |                  |                     | 53e              |